# Sylvain Moniquet
Sylvain Moniquet (Namen, 14 januari 1998) is een Belgisch wielrenner die sinds 2025 uitkomt voor Cofidis.

## Carrière
Moniquet begon bij de Waalse opleidingsploeg AGO-Aqua Service maar stapte in 2019 over naar de opleidingsploeg van Bingoal-Wallonie Bruxelles en nadien die van Groupama-FDJ. In 2021 kreeg hij een contract bij de Belgische ploeg Lotto Soudal.

## Overwinningen
2019
- Algemeen klassement Triptyque Ardennais
- 3e etappe Triptyque Ardennais

## Resultaten in voornaamste wedstrijden
| Jaar | Ronde van Italië | Ronde van Frankrijk | Ronde van Spanje |
| ---- | ---------------- | ------------------- | ---------------- |
| 2021 |                  |                     | 83e              |
| 2022 | 48e              |                     |                  |
| 2023 |                  |                     | 94e              |
| 2024 |                  |                     | 110e             |
| 2025 | 71e              |                     |                  |

| Jaar | Amstel Gold Race | Luik-Bast.‑Luik | Ronde van Lombardije | Waalse Pijl |
| ---- | ---------------- | --------------- | -------------------- | ----------- |
| 2021 | opgave           | 85e             |                      | 82e         |
| 2022 |                  | 31e             |                      | 28e         |
| 2023 |                  | 37e             | 64e                  | 50e         |
| 2024 |                  | 54e             | opgave               | opgave      |
| 2025 |                  | 68e             |                      | 59e         |

## Ploegen
- 2017 –  AGO–Aqua Service
- 2018 –  AGO–Aqua Service
- 2019 −  Wallonie-Bruxelles Development Team
- 2020 –  Equipe continentale Groupama-FDJ
- 2021 −  Lotto Soudal
- 2022 −  Lotto Soudal
- 2023 −  Lotto-Dstny
- 2024 –  Lotto-Dstny
- 2025 –  Cofidis

Arimont · Baude · G. De Winter · H. De Winter · Debuy · Goebeert · Loy · Molly · Moniquet · Mortier · Palm · Pestiaux · Petit · Six · Taminiaux · Tasset · Moncassin (stagiair) · Vahtra (stagiair)
Arimont · Baude · De Winter · Debuy · Dopchie · Frehen · Goebeert · Molly · Moniquet · Paquot · Pestiaux · Taminiaux · Tasset · Van Vuchelen · Wirtgen
Conca · Cras · De Buyst · De Gendt · Degenkolb · Ewan · Frison · Gilbert · Goossens · Grignard · Holmes · Kluge · Kron · Małecki · Marczyński · Moniquet · Oldani · Sweeny · Thijssen · Van der Sande · Van Gils · Van Moer · Vanhoucke · Vermeersch · Verschaeve · Vervloesem · Wellens
Barbero (vanaf 1/5) · Beullens · Campenaerts · Conca · Cras · De Buyst · De Gendt · De Lie · Drizners · Ewan · Frison · Gilbert · Grignard · Holmes · Janse van Rensburg (vanaf 1/5) · Kluge · Kron · Małecki · Moniquet · Schwarzmann · Selig · Sweeny · Van Gils · Van Moer · Vanhoucke · Vermeersch · Verschaeve · Vervloesem · Wellens
Adamietz · Beullens · Campenaerts · De Buyst · De Gendt · De Lie · Drizners · Eenkhoorn · Ewan · Frison · Grignard · Guarnieri · Kron · Livyns · Menten · Moniquet · Paasschens · Schwarzmann · Segaert (vanaf 24/2) · Selig · Sepúlveda · Slock · Sweeny · Van de Paar · Van Eetvelt · Van Gils · Van Moer · Vanhoucke (vanaf 15/8) · Vermeersch
Adamietz · Berckmoes · Beullens · Campenaerts · Currie · De Buyst · De Gendt · De Lie · Drizners · Eenkhoorn · Gregaard · Grignard · Guarnieri · Kron · Livyns · Menten · Moniquet · Paasschens · Segaert · Taminiaux · Sepúlveda · Slock · Vandenabeele · Van de Paar · Van Eetvelt · Van Gils · Van Moer · Vanhoucke · Vermeersch
Allegaert · Aniołkowski · Aranburu · Buchmann · Carr · Coquard · De Gendt · Debeaumarché · Ferron · Finé · Fretin · Herrada · Izagirre · Izquierdo · Knight · Lastra · Maas · Mahoudo · Maisonobe · Moniquet · Oldani · Ourselin · Perez · Renard · Robeet · Samitier · Teuns · Thomas · Toumire · Touzé